# Jaarboekje van Lobatto
De officiële titel: Jaarboekje uitgegeven op last van Z.M. den Koning / door R. Lobatto.
Het jaarboekje verscheen jaarlijks van 1826 tot en met de uitgave van 1849.

## Schrijver
Rehuel Lobatto adjunct-commies bij het Departement van Binnenlandsche Zaken, werd in 1825 belast met het samenstellen van een voor ’s lands rekening uit te geven jaarboekje. Dit in navolging van het reeds sinds jaren in Frankrijk verschijnende Annuaire, waarvan de samenstelling was opgedragen aan het Bureau des longitudes. 

## Inhoud publicatie
Behalve bijzonderheden van de kalender, bevat het boekje ook gegevens betreffende astronomie en wetenschappelijke opstellen over allerlei onderwerpen, tevens vele statistische opgaven voor zover die uit bestaande bronnen konden worden overgenomen en bewerkt. 
Voor het eerst komen in alle jaarboekjes staten voor met betrekking op de loop der bevolking voor zowel de provincies als voor het rijk als geheel. Verder zijn in de jaarboekjes voor 1831 en 1832 enkele uitkomsten opgenomen van de volkstelling van 1829 en in het jaarboekje van 1841 van de volkstelling van 1839.
Een opgave van de sterfte in Amsterdam wordt in de  jaarboekjes gegeven vanaf 1830. Hetzelfde voor de sterfte in Brussel voor de jaren 1826, 1827, 1828 en 1830. 
In het jaarboekje voor 1839 zijn gegevens opgenomen over de gevangenisbevolking die ontleend zijn aan de jaarlijkse verslagen van de Collegiën van Regenten.
Vanaf 1840 zijn er ook tabellen opgenomen betreffende de burgerlijke en militaire huizen van verzekering en huizen van arrest. 
Ook komen in verschillende jaargangen gegevens voor omtrent de oppervlakte van de provincies, gebaseerd op gegevens van het Kadaster, daarnaast ook gegevens over het onderwijs, het muntwezen, de weduwenfondsen en levensverzekeringsmaatschappijen en verder door de koning verleende octrooien. 
Ten slotte worden nog de uitkomsten van vele weerkundige waarnemingen gegeven. Tafels van de hoogte van het springtij van de Nederlandse havens en kusten en staten betreffende de waterhoogten en peilschalen in Nederland.
Het jaarboekje van Lobatto  is voortgezet als het Statistisch jaarboekje voor het Koningrijk der Nederlanden dat voor het eerst in 1851 verscheen. In 1850 is geen publicatie verschenen.